# Lunca Mureșului Inferior (sit SCI)
Lunca Mureșului Inferior este o arie protejată (arie specială de conservare — SAC, sit de importanță comunitară — SCI) din România, desemnată în scopul protejării biodiversității și menținerii într-o stare de conservare favorabilă a florei spontane și faunei sălbatice, precum și a habitatelor naturale de interes comunitar aflate în arealul zonei de protecție. Aceasta este situată în vestul țării, pe teritoriile județelor Arad și Timiș.

## Localizare
Aria naturală se întinde în extremitatea sud-vestică a județului Arad (pe teritoriile administrative ale orașelor Arad, Nădlac și Pecica; și pe cele ale comunelor Felnac, Secusigiu, Semlac, Șeitin și Zădăreni) și în cea nord-vestică a județului Timiș, pe teritoriul orașului Sânnicolau Mare și pe cele ale comunelor Cenad, Periam, Saravale și Sânpetru Mare. Aceasta se află în imediata apropiere a drumului european E68 care leagă Ungaria de România.

## Înființare
Zona a fost declarată sit de importanță comunitară prin Ordinul Ministerului Mediului și Dezvoltării Durabile Nr.1964 din 13 decembrie 2007 (privind instituirea regimului de arie naturală protejată a siturilor de importanță comunitară, ca parte integrantă a rețelei ecologice europene Natura 2000 în România) și se întinde pe o suprafață de 17.397,4 hectare. Începând cu 2 februarie 2006 sitului Lunca Mureșului Inferior este protejat prin Convenția Ramsar ca zonă umedă de importanță internațională . Aceasta include Parcul Natural Lunca Mureșului și rezervațiile naturale Insula Igriș, Insula Mare Cenad și Pădurea Cenad; și se suprapune ariei de protecție specială avifaunistică omonime. Situl a fost protejat și ca arie specială de conservare în mai 2022.
Situl reprezintă o zonă naturală (păduri de foioase, păduri în tranziție, pajiști, pășuni, râuri, lacuri, mlaștini, turbării, lunci aluviale, meandre, terenuri arabile, culturi, vii și livezi) din Câmpia Banatului, subunitate geomorfologică ce aparține sud-vestului Câmpiei de Vest. Aria protejată este încadrată în bioregiunea panonică a luncii inferioare a râului Mureș, întinsă între municipiul Arad și granița cu Ungaria.

## Climă
Clima Câmpiei Banatului este una temperată cu ușoare influențe oceanice, caracterizată prin temperaturi medii anuale cuprinse între 8 și 11° C.
Precipitațiile atmosferice (ploi, grindină, lapoviță, ninsori) medii anuale se încadrează între 500 și 700 mm. 
Vânturile permanente sunt Austrul, un vânt uscat și cald (ce aduce secetă) ce bate din partea sud-vestică atingând o viteză cuprinsă între 20 și 30 km/oră și Vântul de Vest (un vânt de altitudine cu influență oceanică).

## Biodiversitate
Situl Lunca Mureșului Inferior prezintă o arie naturală cu o diversitate floristică și faunistică ridicată, exprimată atât la nivel de specii cât și la nivel de ecosisteme terestre.

### Habitate
Aria protejată dispune de 10 tipuri de habitate naturale de interes comunitar; astfel: Ape stătătoare oligotrofe până la mezotrofe cu vegetație din Littoretea uniflorae și/sau Isoeto-Nanojuncetea; Comunități de lizieră cu ierburi înalte higrofile de la nivelul câmpiilor, până la cel montan și alpin; Păduri ripariene mixte cu Quercus robur, Ulmus laevis, Fraxinus excelsior sau Fraxinus angustifolia, din lungul marilor râuri; Zavoaie cu Salix alba și Populus alba; Tufărișuri subcontinentale peri-panonice; Pajiști aluviale din Cnidion dubii; Pajiști de altitudine joasă; Lacuri eutrofe naturale cu vegetație tip Magnopotamion sau Hydrocharition; Râuri cu maluri nămoloase cu vegetație de Chenopodion rubri și Bidention  și Lacuri distrofe și iazuri.

### Faună și floră
La baza desemnării sitului se află mai multe specii faunistice (mamifere, reptile, amfibieni, pești, insecte) și floristice (arbori, arbusti, ierburi, flori) enumerate în anexa I-a a Directivei Consiliului European 92/43/CE din 21 mai 1992 (privind conservarea habitatelor naturale și a speciilor de faună și floră sălbatică) sau aflate pe lista roșie a IUCN.

#### Faună
Mamifere: mistreț (Sus scrofa), cerb lopătar (Dama dama), căprior (Capreolus capreolus), pisică sălbatică (Felis silvestris), vidră de râu (Lutra lutra), breb (Castor fiber), popândău european (Spermophilus citellus), hârciog european (Cricetus cricetus), jderul de copac (Martes martes), hermină (Mustela erminea), șoarecele pitic (Micromys minutus), liliacul urecheat (Plecotus auritus), liliacul de apă (Myotis daubentonii); 

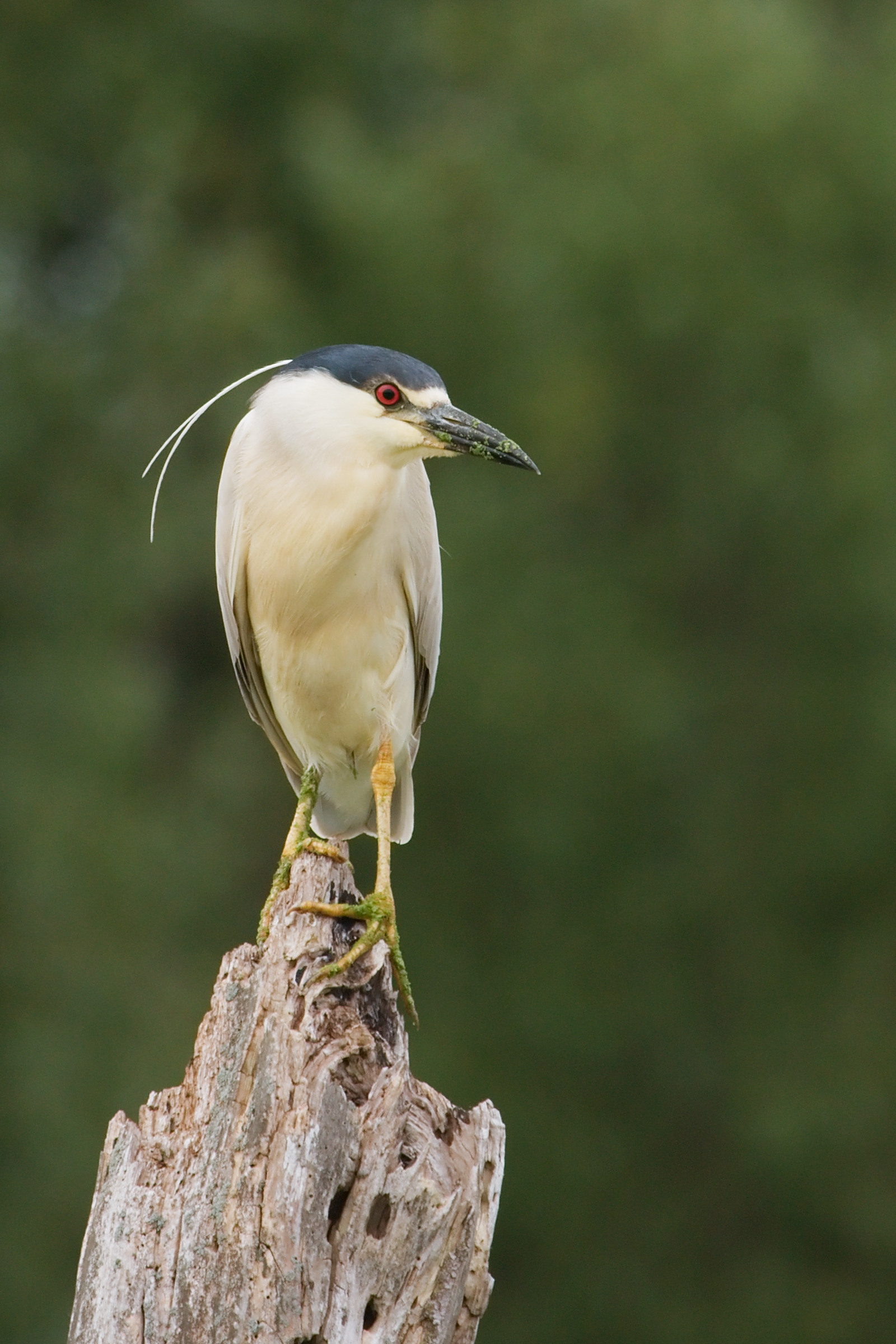
Stârc de noapte

Păsări (migratoare, de pasaj) protejate la nivel european prin Directiva CE 147/CE (anexa I-a) din 30 noiembrie 2009: acvilă țipătoare mică (Aquila pomarina), acvilă de câmp (Aquila heliaca), stârc roșu (Ardea purpurea), stârc pitic (Ixobrychus minutus), stârc de noapte (Nycticorax nycticorax), rață roșie (Aythya nyroca), gârliță mare (Anser albifrons), pescăruș albastru (Alcedo atthis), fâsă de câmp (Anthus campestris), buhai de baltă (Botaurus stellaris), șorecar mare (Buteo rufinus), barză albă (Ciconia ciconia), barză neagră (Ciconia nigra), erete de stuf (Circus aeruginosus), erete cenușiu (Circus pygargus), erete vânăt (Circus cyaneus), cristei de câmp (Crex crex), chirighiță-cu-obraz-alb (Chlidonias hybridus), caprimulg (Caprimulgus europaeus), dumbrăveancă (Coracias garrulus), ciocârlie-cu-degete-scurte (Calandrella brachydactyla), prundașul gulerat mic (Charadrius dubius), cioară de semănătură (Corvus frugilegus), ciocănitoare neagră (Dryocopus martius), ciocănitoare de stejar (Dendrocopos medius), ciocănitoarea de grădină (Dendrocopos syriacus), egretă mică (Egretta garzetta), egretă albă (Egretta alba), șoim de iarnă (Falco columbarius), vânturel de seară (Falco vespertinus), șoim dunărean (Falco cherrug), cufundar polar (Gavia arctica), codalb (Haliaeetus albicilla), acvilă pitică (Hieraaetus pennatus), piciorong (Himantopus himantopus), ciocârlia de pădure (Lullula arborea), sfrâncioc roșiatic (Lanius collurio), sfrânciocul cu frunte neagră (Lanius minor), pescăruș râzător (Larus ridibundus), ferestraș mic (Mergus albellus), gaie neagră (Milvus migrans), prigoare (Merops apiaster), lopătar (Platalea leucorodia), viespar (Pernis apivorus), bătăuș (Philomachus pugnax), ciocănitoarea verzuie (Picus canus), cormoran mic (Phalacrocorax pygmeus), cormoran mare (Phalacrocorax carbo), ciocântors (Recurvirostra avosetta), lăstun de mal (Riparia riparia), chiră de baltă (Sterna hirundo), pitulice (Sylvia nisoria), fluierar de mlaștină (Tringa glareola).
Reptile și amfibieni: șarpele orb (Anguis fragilis), șarpele de apă (Natrix tessellata), șarpele de casă (Natrix natrix), șopârlă de câmp (Lacerta agilis), țestoasa de baltă (Emys orbicularis),  buhaiul de baltă cu burtă roșie (Bombina bombina), tritonul cu creastă (Triturus cristatus), tritonul cu creastă danubian (Triturus dobrogicus), broască râioasă (Bufo bufo), broasca de pământ (Pelobates fuscus), broască râioasă verde (Bufo viridis), brotac verde de copac (Hyla arborea);
Pești cu specii de: boarță (Rhodeus sericeus amarus), zvârlugă (Cobitis taenia), porcușor de nisip (Gobio kessleri), porcușor de șes (Gobio albipinnatus), ghiborț de râu (Gymnocephalus baloni), țipar (Misgurnus fossilis), sabiță (Pelecus cultratus), fusar (Zingel streber, Zingel zingel), dunăriță (Sabanejewia aurata), avat (Aspius aspius), răspăr (Gymnocephalus schraetzer), caras (Carassius gibelio), crap (Cyprinus carpio carpio), știucă (Esox lucius);  
Nevertebrate (gândaci, scoici, melci, libelule, fluturi): croitorul mare al stejarulu (Cerambyx cerdo), rădașcă (Lucanus cervus), scoică-mică-de-râu (Unio crassus, specie considerată cu risc ridicat de dispariție în sălbăticie și inclusă în lista roșie a IUCN)), melcul acvatic dungat (Theodoxus transversalis), melcul cerenat bănățean (Chilostoma banaticum), melcul cu cârlig (Anisus vorticulus), melcul de vie (Helix pomatia), două libelule din speciile Ophiogomphus cecilia și Coenagrion ornatum (albilița portocalie); precum și două specii de fluturi: Euphydryas maturna și Eriogaster catax (fluturele de noapte).

#### Floră
În arealul sitului este semnalată prezența câtorva rarități floristice (arbori, arbuști, flori și ierburi); printre care unele protejate prin aceeași Directivă a CE 92/43/CE din 21 mai 1992, privind conservarea habitatelor naturale și a speciilor de faună și floră sălbatică.

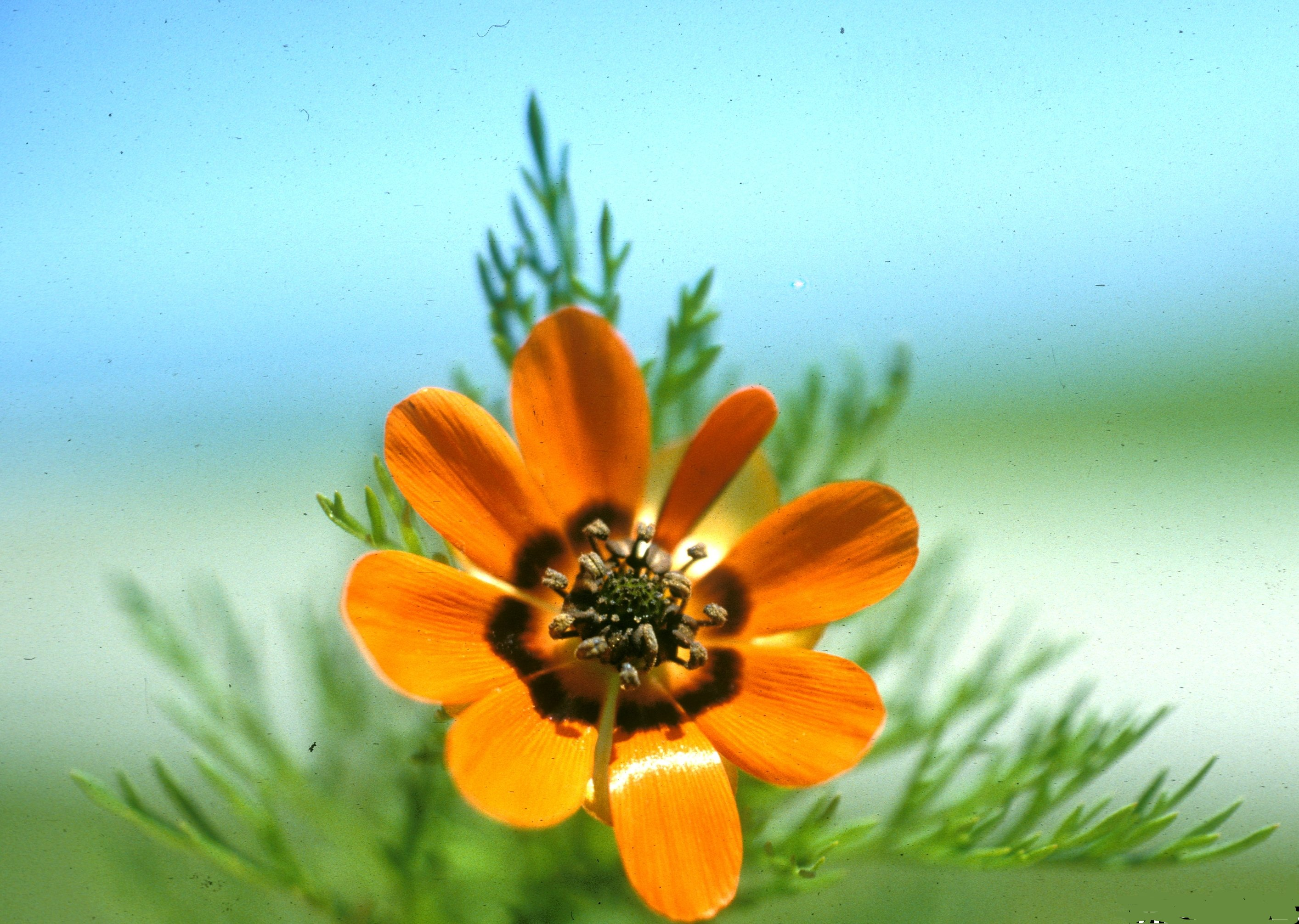
Cocoșel de câmp (Adonis aestivalis)

Arbori și arbusti: stejar (Quercus robur), frasin (Fraxinus angustifolia, Fraxinus excelsior), nuc negru (Juglans nigra), salcie albă (Salix alba) sau plop alb (Populus alba), arțar tătăresc (Acer tataricum), velniș (Ulmus laevis), curpen de pădure (Clematis vitalba), viță de vie sălbatică (Vitis vinifera ssp. sylvestris);
Ierburi și flori: pălămidă (Cirsium brachycephalum), cocoșel de câmp (Adonis aestivalis), rușcuță de primăvară (Adonis vernalis), neghină (Agrostemma githago), talpa gâștei (Chenopodium rubrum), piperul apelor (din speciile Elatine alsinastrum și Elatine triandra), mlăștiniță (Epipactis helleborine), lalea pestriță (Fritillaria orientalis), ghiocel (Galanthus nivalis), ghiocelul de baltă (Leucojum aestivum), măselariță (Hyoscyamus niger), buhai (Listera ovata), ghizdei (Lotus angustissimus),  inăriță (Najas minor), trânji (Neottia nidus-avis), nufăr alb (Nymphaea alba), otrățel (Onosma arenaria), otrățel de baltă (Utricularia vulgaris), stupiniță (Platanthera bifolia), margaretă (Leucanthemum vulgare), orhidee (din speciile: Platanthera chlorantha, ), brâncuță (Rorippa islandica), ștevie de baltă (Rumex aquaticus), peștișoară (Salvinia natans), viorele (Scilla autumnalis), forfecuța bălții (Stratiotes aloides), cornaci (Trapa natans), trifoi (Trifolium angulatum), papură (Typha laxmannii), floarea călugărului (Vaccaria hispanica), Waldsteinia geoides (o specie din familia Rosaceae) sau Wolffia arrhiza (o plantă perenă din familia Araceae).

## Vulnerabilitate
Turismul necontrolat; evoluția urbanizării și industrializarea unor zone din sit; tăierea unor specii de arbori; împădurirea cu specii arboricole neindigene; amenajările silvice și vânătoarea în perioada de cuibărire; braconajul; prinderea păsărilor cu capcane; practicarea unor sporturi extreme (ce implică mașini de teren, ATV-uri, motociclete și bărci cu motor); pășunatul excesiv; cositul timpuriu; arderea vegetației; adunatul lemnelor pentru foc; culesul ciupercilor; sau orice altă activitate ce perturbă în mod voit liniștea habitatelor sitului.

## Căi de acces
- Drumul european E68 pe ruta: Brașov - Făgăraș - Sibiu - Deva - Lipova - Arad - Pecica - drumul comunal 100A în direcția Sânpetru German.

## Atracții turistice
În vecinătatea sitului se află mai multe obiective de interes turistic (lăcașuri de cult, monumente istorice,,  monumente de arhitectură, muzee, arii protejate, zone naturale, situri arheologice), astfel:
În județul Arad
- Ansamblul Mănăstirea sârbească Bezdin din satul Munar (Biserica „Adormirea Maicii Domnului” și incintă cu chilii), construcție secolul al XVIII-lea, monument istoric.

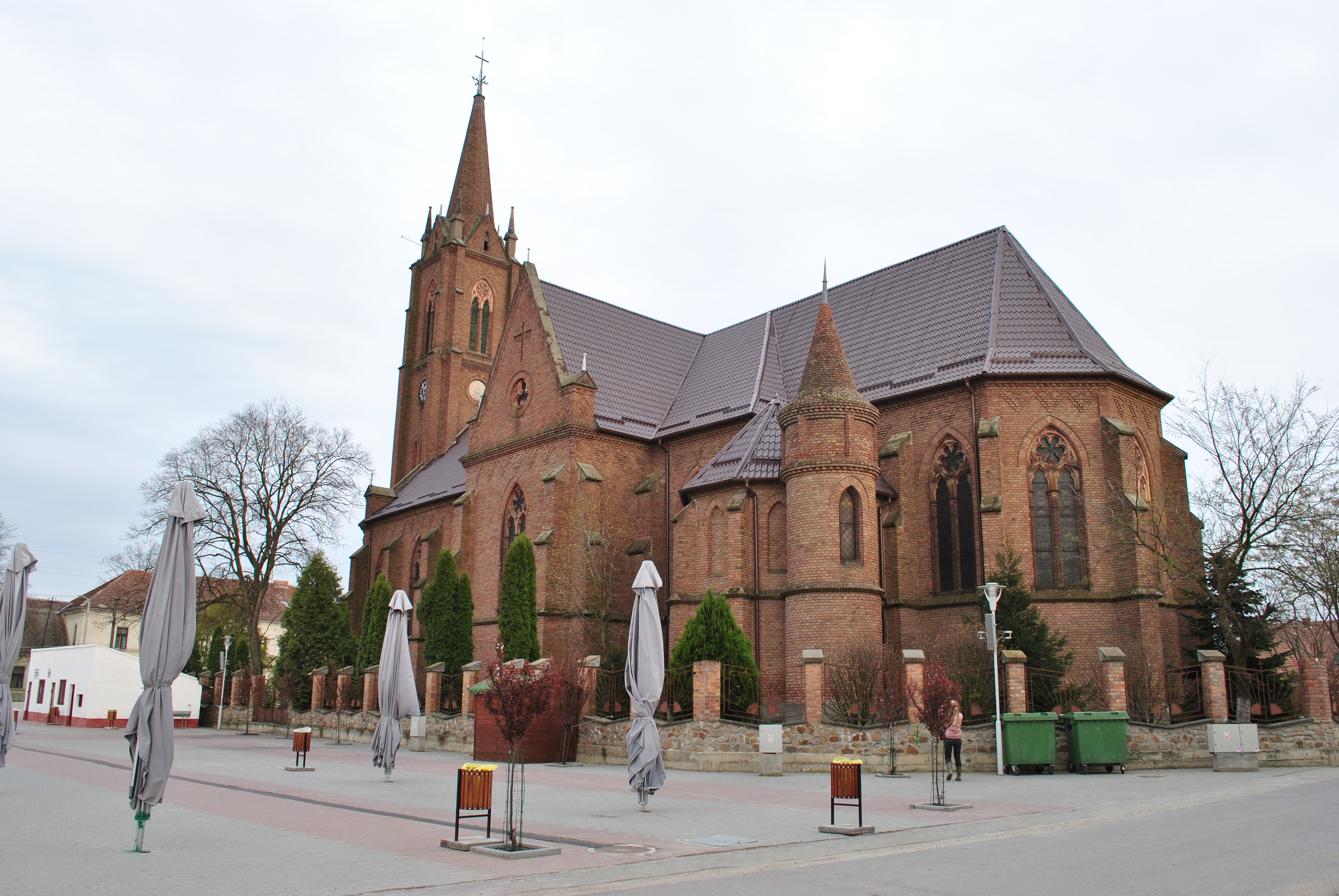
Biserica romano-catolică din Pecica

- Biserica romano-catolică „Sf. Petru și Pavel” din Sânpetru German, construcție 1774, monument istoric.
- Mănăstirea „Hodoș-Bodrog” din satul Bodrogu Nou, datată în secolul al XII-lea, ce deține o colecție importantă de icoane (sec. XV-XVIII), cărți vechi, manuscrise, argintărie și obiecte romane.
- Ansamblul bisericii „Sf. Ierarh Nicolae” din Nădlac (Biserica „Sf. Ierarh Nicolae” și incintă cu gard de fier forjat), construcție secolul al XIX-lea, monument istoric.
- Biserica slovacă evanghelică din Nădlac ridicată între anii 1812 - 1822 (turnul 1895), monument istoric.
- Biserica romano-catolică din Pecica (lăcaș de cult inclus în Ansamblul urban Pecica), construcție 1850 -1900, monument istoric.
- Lăcașurile de cult, monumentele de arhitectură, muzeele și expozițiile din municipiul Arad.
- Muzeul Digital din Pecica, un proiect avangardist cu o puternică influență a operelor lui Brâncuși.
- Prundul Mare (rezervația naturală de tip floristic și faunistic).
- Situl arheologic de la Pecica, punct „Șanțul Mare” (așezări fortificate atribuite perioadelor Latène, Cultura geto-dacică și Epoca bronzului; necropolă din sec. XI - XII, Epoca medievală timpurie).

În județul Timiș
- Biserica ortodoxă sârbească „Adormirea Maicii Domnului” din Sânnicolau Mare, construcție 1783 - 1787, monument istoric.
- Biserica romano-catolică „Sf. Ioan Nepomuk” din Periam, construcție 1750, monument istoric.
- Castelul Nakó din Sânnicolau Mare, construcție 1864, monument istoric.
- Castrul roman Morisena de la Cenad.
- Ariile protejate: Insula Igriș, Movila Sisitak și Pădurea Cenad.